# Ferdinand Ritter von Hebra
Ferdinand Ritter von Hebra fou un metge i dermatòleg  austríac nascut el 7 de setembre de 1816, a Brno, Moràvia i mort el 5 d'agost de 1880 a Viena, Àustria. Va ser el fundador de la Nova Escola de Viena de Dermatologia (Neue Wiener Schule), un important grup de metges que van establir les bases de la moderna dermatologia.

## Orígens
Ferdinand Ritter von Hebra va néixer el 1816 sota el nom de Ferdinand Karl Franz Schwarzmann. Era fill extramarital d'Aloysia Friederike Slawik, nascuda Schwarzmann, que vivia separada del seu marit. Per tant, el nen fora del matrimoni va rebre el nom de soltera de la mare. El seu pare, Johann Hebra, era un inspector de camp de batalla i funcionari amb grau d'oficial. Els seus pares es van casar després que Aloysia esdevingués vídua el 1830. Però ella va morir en 1833. Als 24 anys, Johann Hebra va adoptar el seu fill. Pare i fill tenien una bona relació, ja que ambdós vivien junts des de 1838 i fins després del matrimoni amb Johanna Nepomucena Hebra, filla del secretari de la cort imperial Hermann von Huze, visqueren en família.

## Carrera professional
Ferdinand von Hebra es va llicenciar en medicina el 1841 a la Universitat de Viena. Allí va conèixer i es va veure molt influït per dos dels seus professors: Karl von Rokitansky, un dels fundadors de la moderna anatomia patològica, i Josef Škoda, dermatòleg clínic de gran influència en l'escola vienesa. Hebra és l'autor d'un dels atles de dermatologia més influents de tots els temps: l'Atlas der Hautkrankeiten, amb notables il·lustracions realitzades per dos dels principals il·lustradors mèdics austríacs de l'època: Anton Elfinger (1821 - 1864) i Carl Heitzmann (1836 - 1896).
Va realitzar aportacions importants en l'estudi de l'escabiosi (sarna), del liquen escrofulós, del liquen pla, l'impetigen herpetiforme, del prurigen o de l'eritema polimorf.

## Matrimoni i descendents
Va tenir set fills amb la seva dona Johanna. El seu fill Hans von Hebra posteriorment seria professor de dermatologia a Viena. Un altre fill va viure a Königgrätz, una filla es va casar amb l'amic més jove de Hebras, empleat i successor, el professor Moritz Kaposi, qui donaria nom al sarcoma de Kaposi.

## Premis
Hebra va rebre molts honors pels seus èxits com a metge i va ser enaltit per l'emperador d'Àustria el 1877 com a "Ritter von Hebra" al grau de cavaller, sense que el seu naixement il·legítim fos un obstacle. En 1873 va ser triat membre de la Leopoldina.
La seva honorífica tomba dedicada es troba al cementiri de Hernalser (grup AR, número 34) a Viena. El Hebragasse, al novè districte de Viena, Alsergrund, porta el seu nom des de 1886 (excepte en els anys 1938 a 1945, quan es va considerar com una extensió de l'Albertgasse).